# Royal Air Maroc
Royal Air Maroc, kurz RAM, arabisch الخطوط الملكية المغربية, DMG al-Ḫuṭūṭ al-Malakiyya al-Maġribiyya, ist die staatliche Fluggesellschaft Marokkos mit Sitz in Casablanca und Basis auf dem Flughafen Casablanca. Sie ist ein Mitglied der Arab Air Carriers Organization.
Royal Air Maroc trat im April 2020 der Oneworld Alliance bei.

## Geschichte

### Erste Jahre

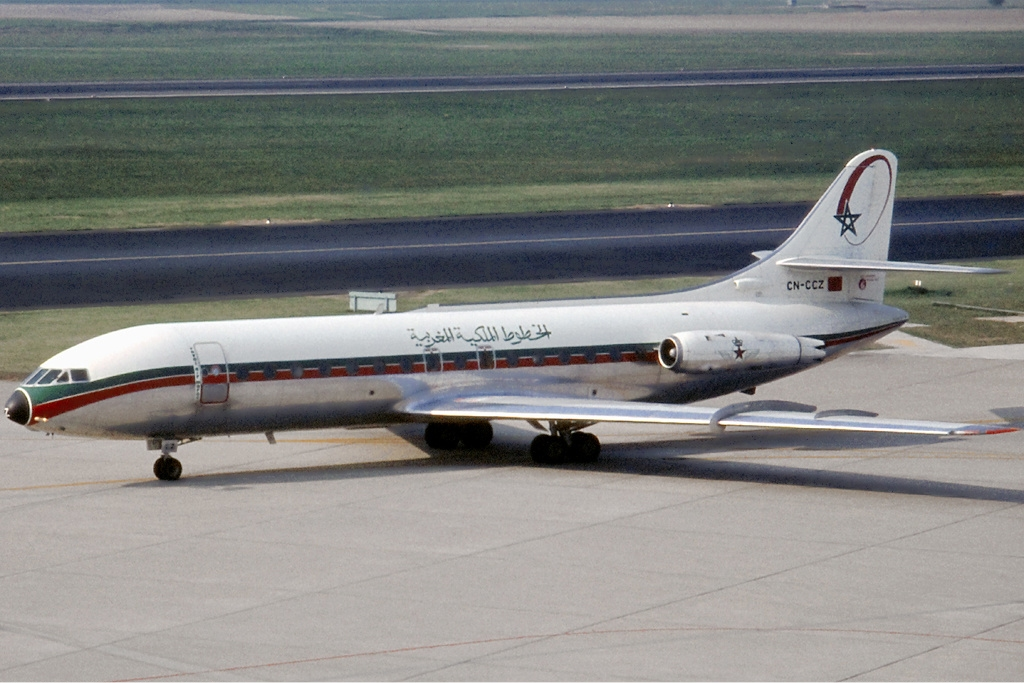
Caravelle der Royal Air Maroc

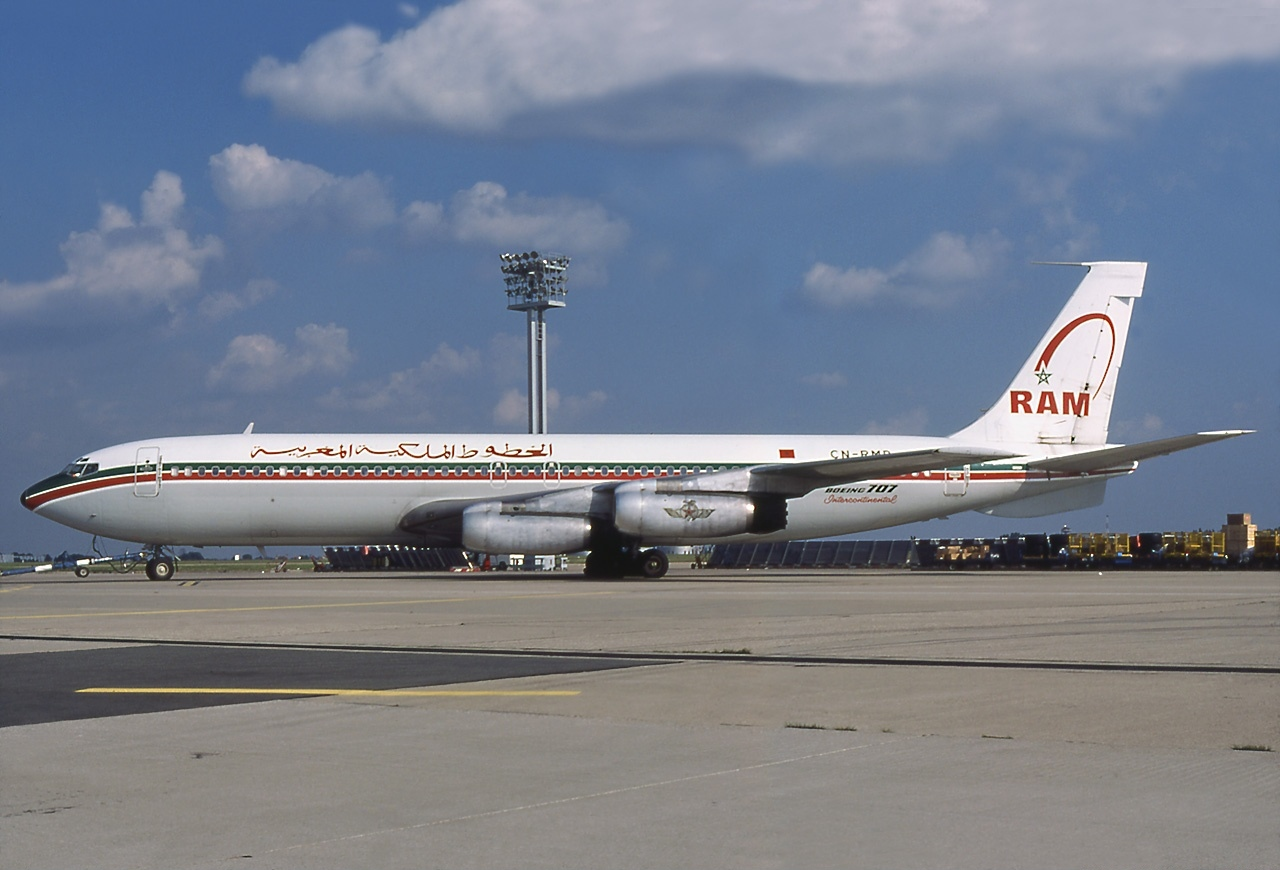
Boeing 707 der Royal Air Maroc

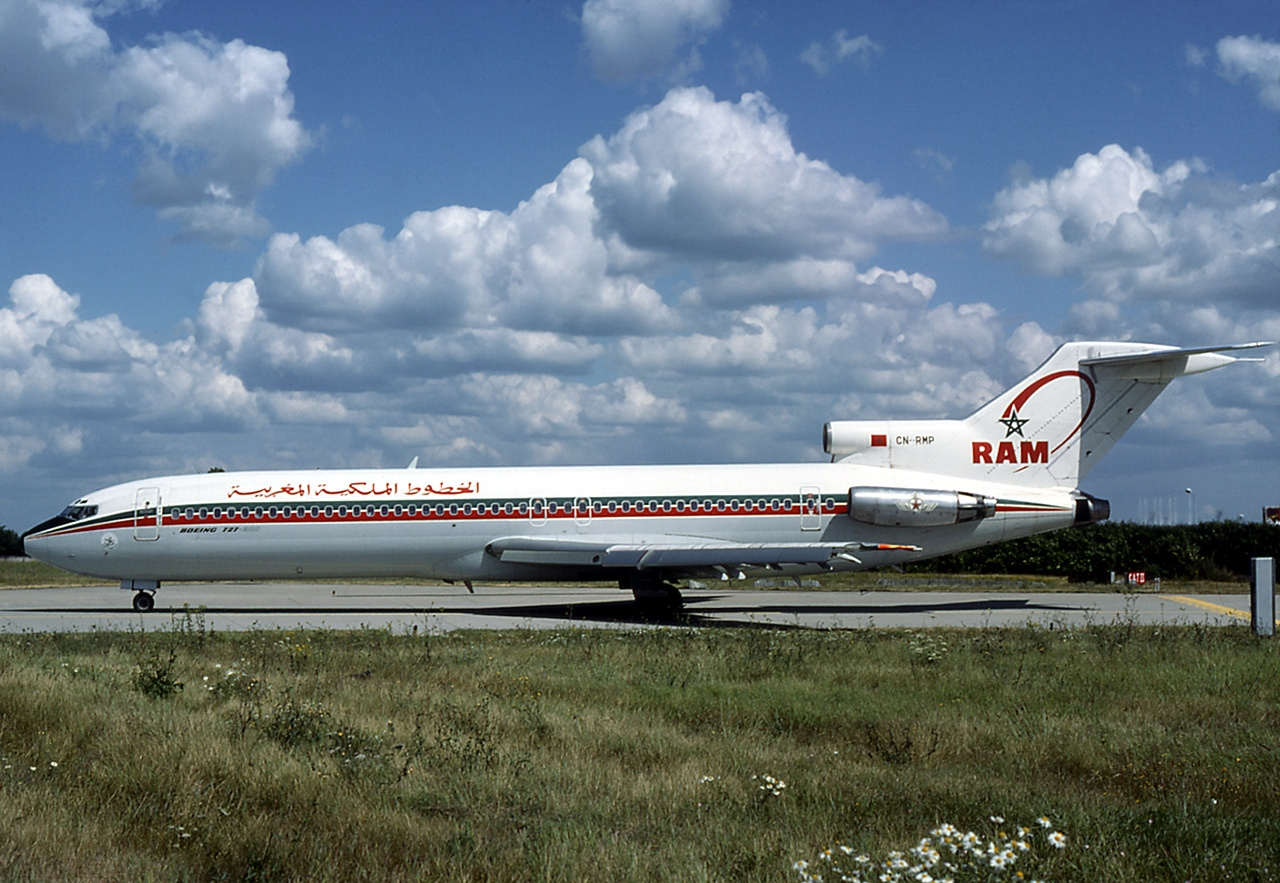
Boeing 727 der Royal Air Maroc

Die Gesellschaft wurde 1953 aus dem Zusammenschluss der Compagnie Cherifienne des Transports Aeriens (CCTA) (gegründet 1946 als Air Atlas) und der Air Maroc (gegründet 1948) gebildet. Der Flugbetrieb wurde anfangs mit dreimotorigen Junkers Ju 52/3m, Sud-Ouest Bretagne, Douglas DC-3 und Curtiss C-46 durchgeführt, die jedoch nach kurzer Zeit durch Douglas DC-4 und Lockheed Constellations ergänzt wurden.
Schon bald nach der Unabhängigkeit des Landes wurde der Name in Royal Air Maroc geändert und die Gesellschaft begann ab 1957 von ihrer Heimatbasis Casablanca aus internationale Flüge durchzuführen.

### Das Jet-Zeitalter
Im Jahr 1960 nahm RAM ihre ersten Düsenflugzeuge in Betrieb: Sud Aviation SE-210 Caravelles. Sie wurden auf den wichtigen Europarouten unter anderem nach Paris und Madrid eingesetzt, bis sie von Boeing 727 abgelöst wurden. Zeitgleich stießen Boeing 707 zur Flotte, um längere Strecken und solche mit größerer Nachfrage bedienen zu können. Für die Kurzstrecke wurden Boeing 737-200 beschafft. Am Ende der 1970er Jahre unterhielt Royal Air Maroc ein Flugnetz, das Europa, Nordamerika, den Nahen Osten und Nordafrika umfasste.

### Die 1980er und 1990er Jahre
RAM setzte in den 1980er Jahren ihre Expansion fort. Neue Strecken wurden eröffnet und bestehende erweitert, Frequenzen wurden erhöht. Boeing 757 ergänzten ab 1986 die Flotte, um die ältesten Boeing 727 zu ersetzen. Mit der Erweiterung des Mohammed-V-Flughafen in Casablanca im Jahre 1984 erhielt die Gesellschaft eine moderne Heimatbasis.
Zu Beginn der 1990er Jahre wurden die letzten Boeing 707 ausgeflottet und währenddessen neue effizientere Boeing 737 der Serien -400 und -500 eingeführt, um die Frequenzen vor allem auf den Europastrecken zu erhöhen. Bis zur Mitte der 1990er Jahre verließen auch die letzten Boeing 727 die Flotte. Um die Nordamerikastrecken effizienter bedienen zu können, wurde eine einzelne Boeing 747-400 von Air France übernommen. Royal Air Maroc expandierte auch in Richtung bisher unterbedienter afrikanischer Flughäfen.

### Entwicklung seit 2000

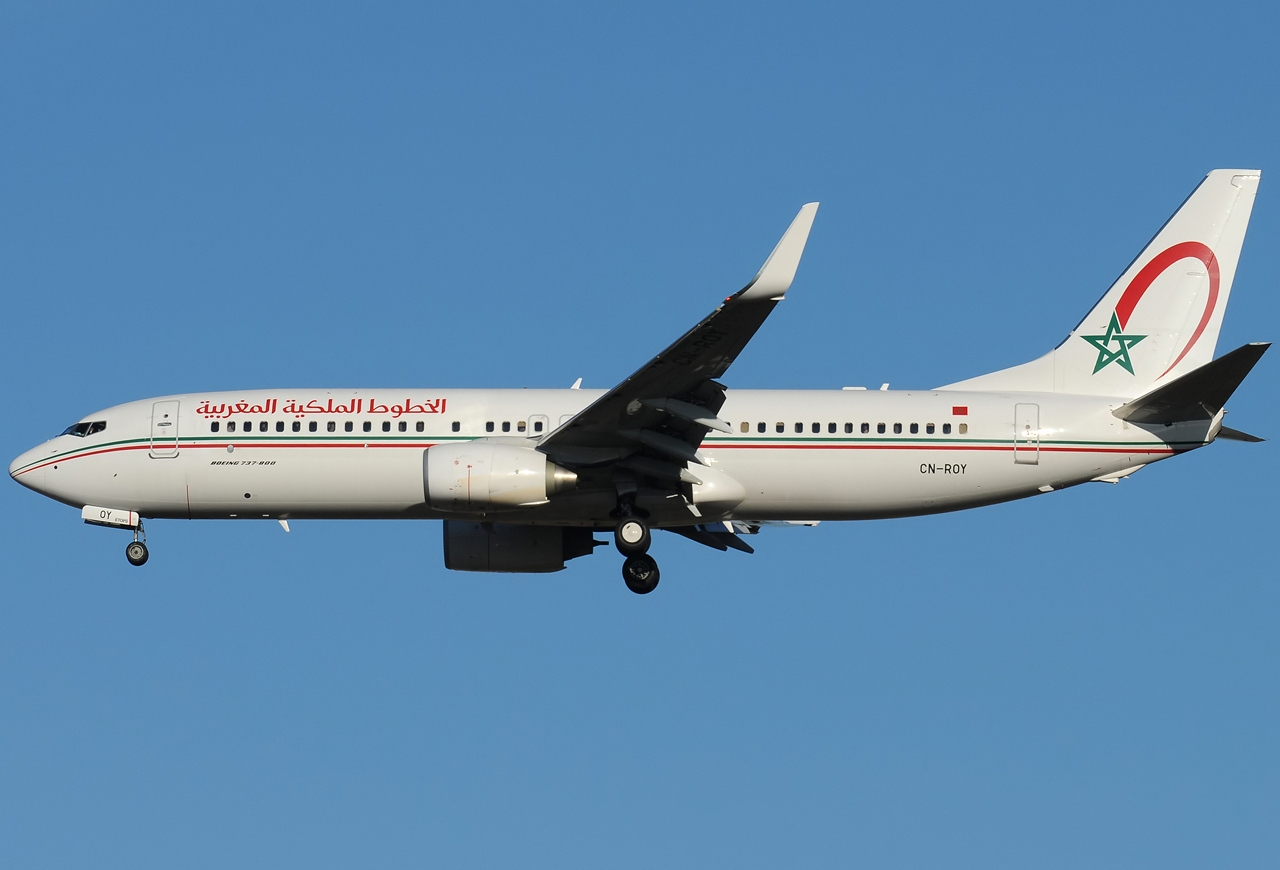
Boeing 737-800 der Royal Air Maroc

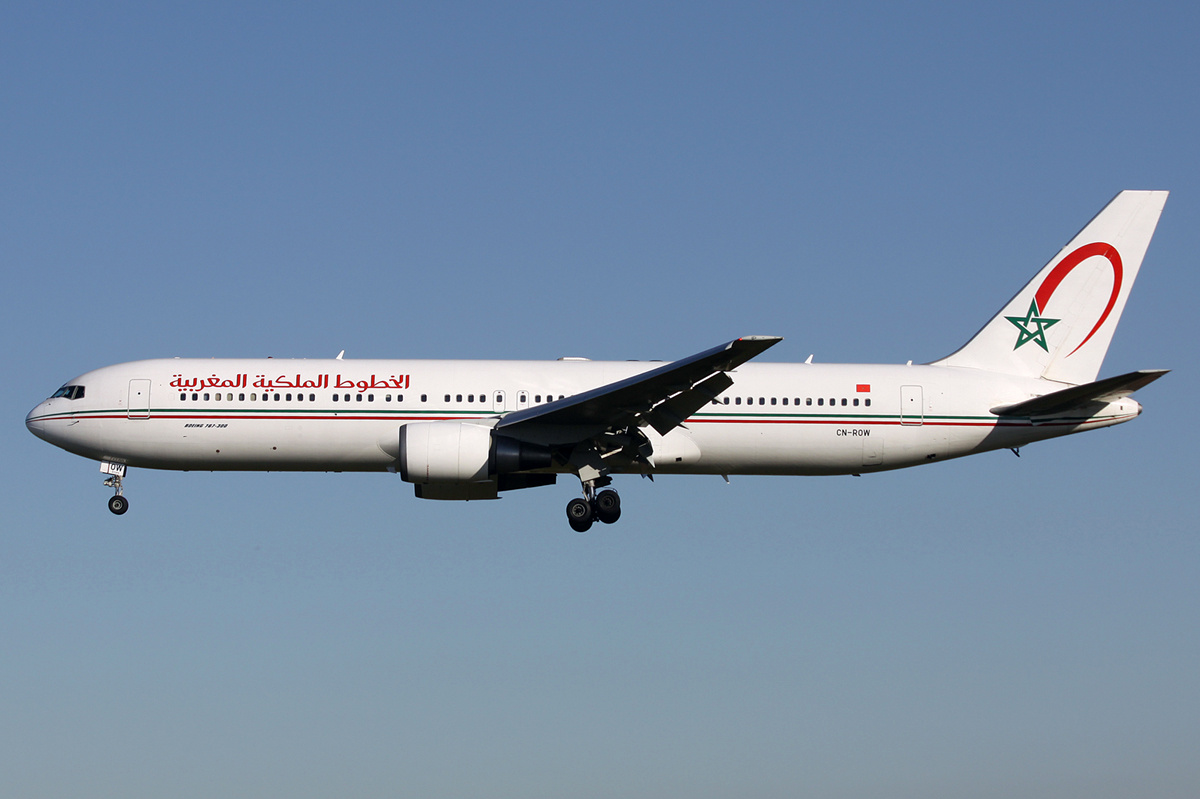
Boeing 767-300ER der Royal Air Maroc

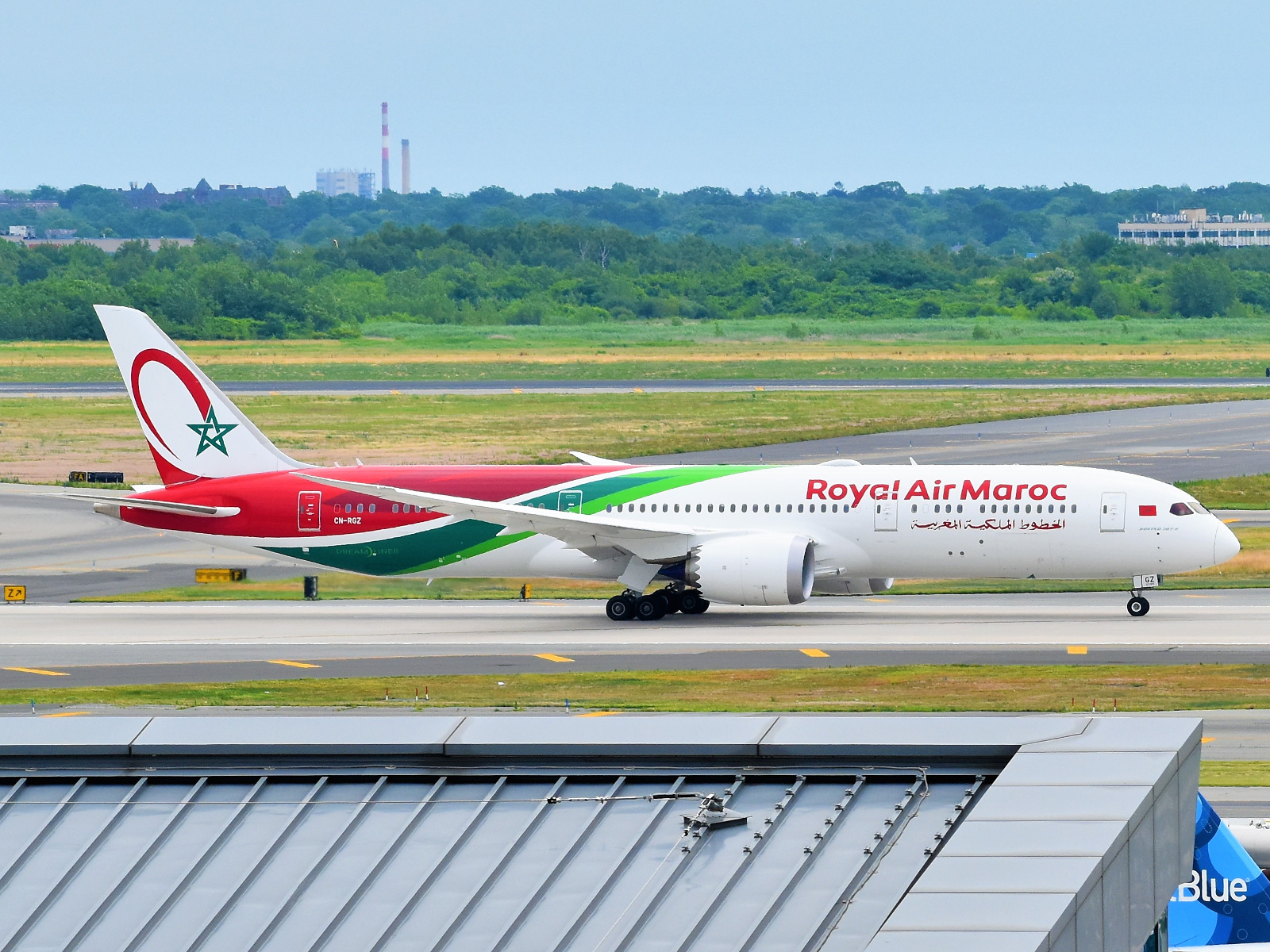
Boeing 787-9 der Royal Air Maroc

Mit den steigenden Passagierzahlen und den neu eröffneten Strecken sowie unter dem Druck der steigenden Ölpreise bestand ein Bedarf, ältere Flugzeuge zu ersetzen. Im Jahr 2000 entschied sich RAM bei beiden großen Flugzeugherstellern Flugzeuge zu bestellen: 20 Boeing 737NG und vier Airbus A321. Neue Strecken nach West- und Zentralafrika wurden eröffnet, außerdem wurde ein Code-Share-Abkommen mit Delta Air Lines geschlossen.
Der Geschäftsplan des Unternehmens wurde geändert. Statt wie bisher hauptsächlich den Bedarf von Touristen und von im Ausland lebenden Marokkanern zu bedienen, rückte jetzt die Hub-Funktion der Heimatbasis Casablanca in den Vordergrund, um Umsteigeverbindungen zwischen europäischen und afrikanischen Flughäfen zu ermöglichen. Im Jahr 2002 entschloss sich die Gesellschaft, zwei Boeing 767 zu leasen.
Zwei Jahre später reagierte RAM auf den Low-Cost-Trend und gründete die Billigfluggesellschaft Atlas Blue mit Hauptsitz in Marrakesch. Der Tochtergesellschaft wurden zunächst sechs Boeing 737-400 überlassen, zwischenzeitlich flogen auch drei Airbus A321 der Muttergesellschaft für Atlas Blue. Ein Jahr später bestellte RAM vier Boeing 787-8.
Im Jahr 2006 beförderten Royal Air Maroc und Atlas Blue zusammen die Rekordzahl von vier Millionen Passagieren.
Im Jahr 2009 wurden zwei weitere gebrauchte Boeing 767-300 übernommen.
Der Betrieb der Tochtergesellschaft Atlas Blue wurde im Jahr 2010 eingestellt, die Strecken größtenteils von Royal Air Maroc übernommen.
Am 19. August 2011 übernahm die Royal-Air-Maroc-Tochtergesellschaft Royal Air Maroc Express ihre ersten beiden ATR 72-600 und ist somit die Erstbetreiberin der überarbeiteten Version dieses Musters.
Ab 2012 wurden die A321 außer Dienst gestellt und die Flotte auf Maschinen des Herstellers Boeing vereinheitlicht. Am 14. März 2013 wurde mit der Boeing 737-800 CN-RGN die insgesamt 50. Boeing 737 übernommen.

## Flugziele
Royal Air Maroc bedient von Casablanca international Ziele in Afrika, Europa, Asien und Amerika.
Im deutschsprachigen Raum (D-A-CH) werden Frankfurt, Genf und saisonal Düsseldorf angeflogen.

### Codesharing
Codeshare-Abkommen bestehen mit Air France, Brussels Airlines, Egypt Air, Etihad Airways, Iberia, ITA Airways, jetBlue, Turkish Airlines, Qatar Airways und Saudi Arabian Airlines.

## Flotte

### Aktive Flotte
Mit Stand August 2024 besteht die Flotte der Royal Air Maroc aus 50 Flugzeugen mit einem Durchschnittsalter von 12,9 Jahren:
| Flugzeugtyp       | Anzahl | bestellt | Anmerkungen                           | Sitzplätze (Business/Economy) | Durchschnittsalter |
| ----------------- | ------ | -------- | ------------------------------------- | ----------------------------- | ------------------ |
| ATR 72-600        | 06     |          | betrieben von Royal Air Maroc Express | 70 (-/70)                     | 11,1 Jahre         |
| Boeing 737-800    | 28     | 01       |                                       | 159 (12/147) 171 (12/159)     | 15,6 Jahre         |
| Boeing 737 Max 8  | 02     | 04       |                                       | 156 (12/144)                  | 5,6 Jahre          |
| Boeing 767-300BCF | 01     |          |                                       | Cargo                         | 25,4 Jahre         |
| Boeing 787-8      | 05     |          |                                       | 274 (18/256)                  | 8,6 Jahre          |
| Boeing 787-9      | 04     | 02       |                                       | 302 (24/278)                  | 5,4 Jahre          |
| Embraer 190       | 04     |          |                                       | 96 (12/84)                    | 9,7 Jahre          |
| Gesamt            | 50     | 07       |                                       |                               | 12,9 Jahre         |

### Aktuelle Sonderbemalungen
| Flugzeugtyp    | Luftfahrzeugkennzeichen | Bemalung   | Zeitraum        | Bild |
| -------------- | ----------------------- | ---------- | --------------- | --- |
| Boeing 737-800 | CN-RGV                  | "60 Years" | seit Juni 2017  | |
| Boeing 737-800 | CN-RGJ                  | "oneworld" | seit April 2020 | Bild gesucht Die Wikipedia wünscht sich an dieser Stelle ein Bild. Weitere Infos zum Motiv findest du vielleicht auf der Diskussionsseite . Falls du dabei helfen möchtest, erklärt die Anleitung , wie das geht. |
| Boeing 787-8   | CN-RGB                  | "oneworld" | seit Juni 2020  | |

### Ehemalige Flugzeugtypen

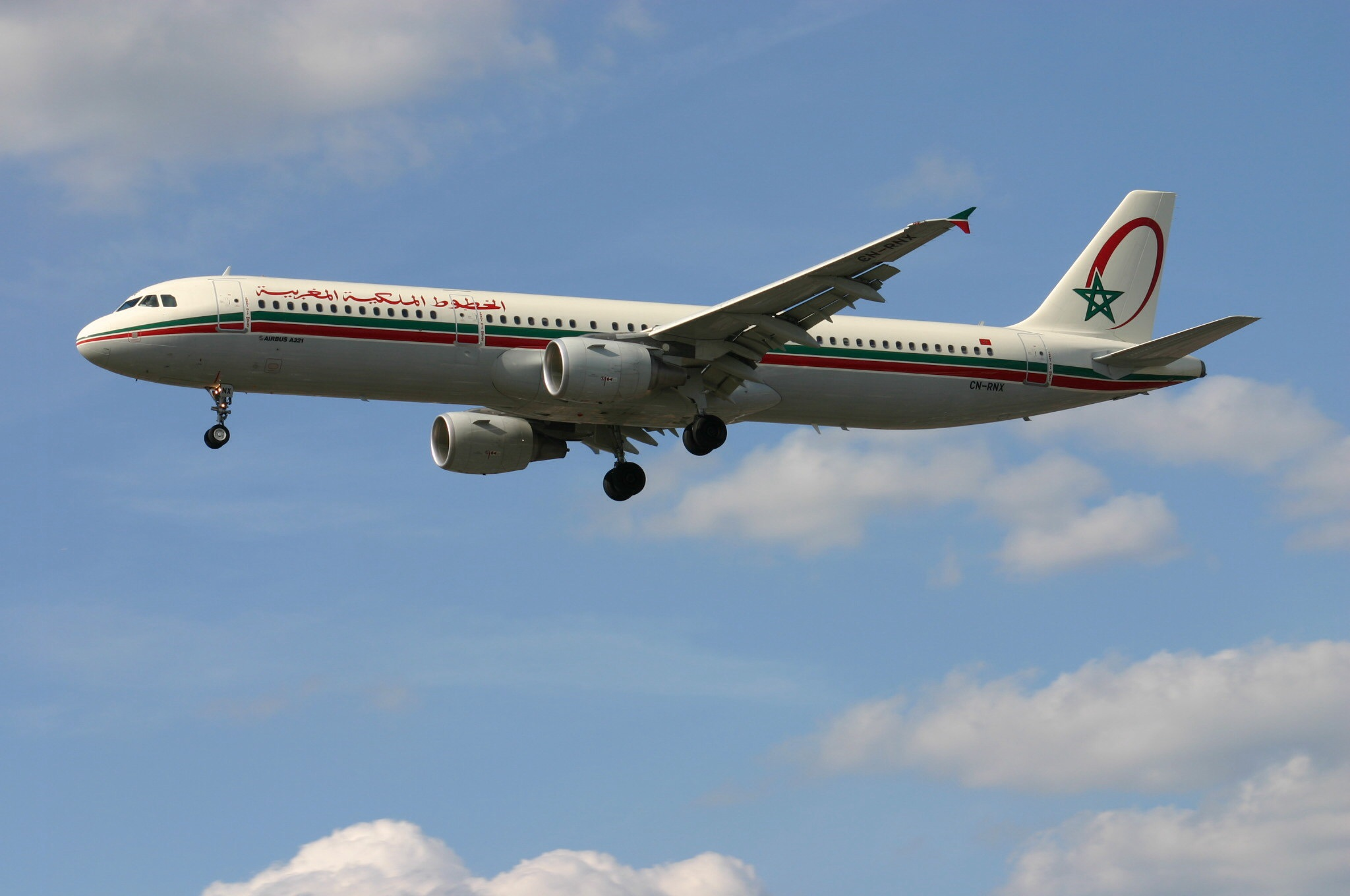
Airbus A321-200 der Royal Air Maroc

In der Vergangenheit setzte Royal Air Maroc bereits folgende Flugzeugtypen ein:
- ATR 42-300
- Airbus A320-200
- Airbus A321-200
- Beechcraft King Air 200
- Boeing 737-700
- Boeing 707
- Boeing 727-200
- Boeing 737-200/-300/-400/-500
- Boeing 747-100/-200/-400/SP
- Boeing 757-200
- Curtiss C-46
- Douglas DC-3
- Douglas DC-4
- Junkers Ju 52/3m
- Lockheed L-749 Constellation
- Sud Aviation Caravelle
- Sud-Ouest Bretagne

## Zwischenfälle
Von 1958 bis Januar 2021 kam es bei Royal Air Maroc zu 7 Totalschäden von Flugzeugen. Bei 5 davon kamen 218 Menschen ums Leben.

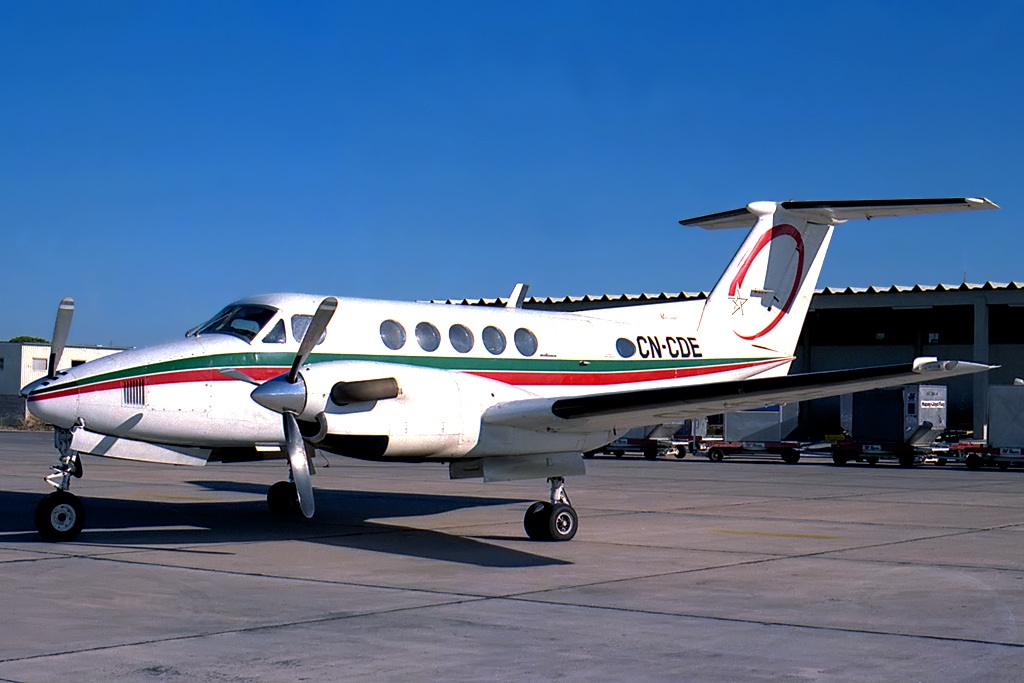
Die im November 1986 verunglückte Beechcraft Super King Air der Royal Air Maroc

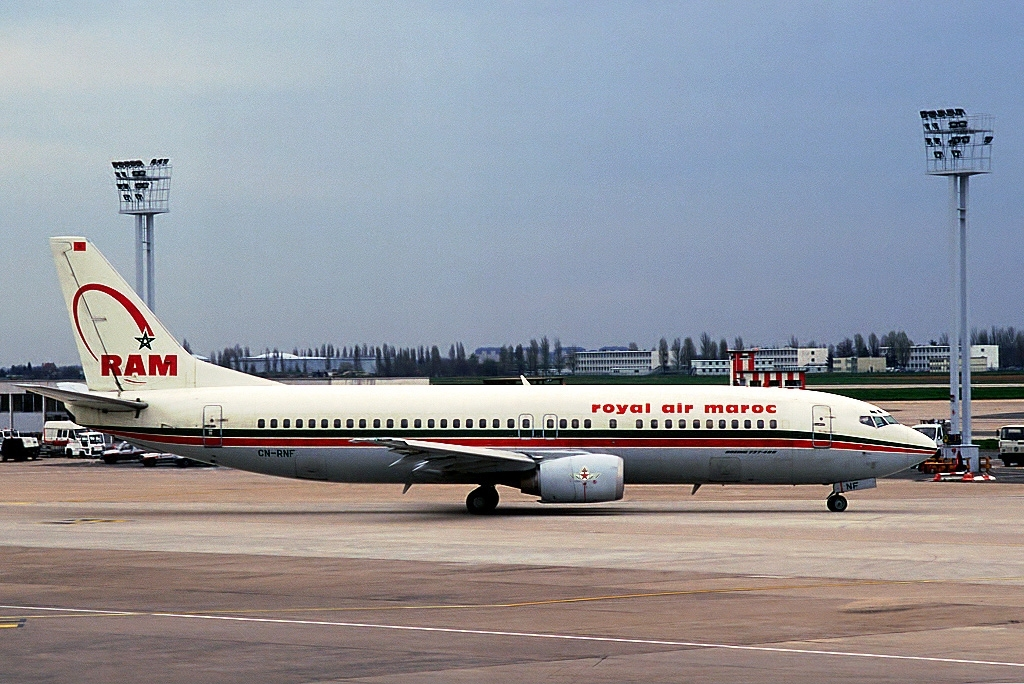
Die im August 1994 verunglückte Boeing 737-400 der Royal Air Maroc

- Am 1. April 1970 stürzte eine Sud Aviation Caravelle III der Royal Air Maroc (Luftfahrzeugkennzeichen CN-CCV) im Anflug auf den Flughafen Casablanca-Nouasseur (Marokko) ab und brannte aus. Offenbar wurde im Nebel nahe Berrechid in 9 Kilometern Entfernung vom Flughafen, aber nur etwa 500 Fuß (150 Metern) Höhe, die Kontrolle verloren. Von den 82 Insassen kamen 61 ums Leben, 5 Besatzungsmitglieder und 56 Passagiere (siehe auch Flugunfall einer Sud Aviation Caravelle der Royal Air Maroc 1970).[17][18]

- Am 22. Dezember 1973 wurde eine Caravelle VI-N der belgischen Sobelair (OO-SRD), die durch Royal Air Maroc geleast war, im Anflug auf den Flughafen Tanger-Boukhalef bei Dunkelheit und Regen nahe der Stadt Tétouan in den Berg Mellaline im Rif-Gebirge geflogen. Alle 106 Insassen der Maschine kamen ums Leben (siehe auch Flugunfall einer Sud Aviation Caravelle der Royal Air Maroc 1973).[19]

- Am 3. November 1986 stürzte eine Super King Air 200 (CN-CDE) auf dem Flughafen Casablanca bei einem Trainingsflug ab. Die vier Personen an Bord wurden bei dem Unfall getötet.[20]

- Am 6. Februar 1989 verunglückte eine von der französischen Inter Cargo Service geleaste Vickers Vanguard beim Start auf dem Flughafen Marseille. Das Flugzeug überrollte das Bahnende und stürzte ins Mittelmeer. Die drei Insassen der Frachtmaschine kamen bei dem Unfall ums Leben (siehe auch Inter-Cargo-Service-Flug 3132).[21]

- Am 21. August 1994 wurde der Autopilot einer in Agadir gestarteten ATR 42 (CN-CDT) in einer Flughöhe von 16.000 Fuß ausgeschaltet. Das Flugzeug ging in einen Sturzflug über und zerschellte am Boden. Alle 44 Personen an Bord starben. Die vermutliche Unfallursache war ein Suizid des Flugkapitäns (siehe auch Royal-Air-Maroc-Flug 630).[22]

- Am 26. März 2003 verunglückte eine Boeing 737-400 der Royal Air Maroc (CN-RNF) bei der Landung auf dem Flughafen Oujda-Angads (Marokko). Die Maschine setzte volle 20 Meter links neben der Landebahn auf. Dabei brach das Fahrwerk. Aufgrund der schweren Beschädigungen wurde das Flugzeug als Totalverlust abgeschrieben. Die 60 Personen an Bord überlebten den Unfall unverletzt.[23]